# Minority Rights Group International
 (mai 2024).
Si vous disposez d'ouvrages ou d'articles de référence ou si vous connaissez des sites web de qualité traitant du thème abordé ici, merci de compléter l'article en donnant les références utiles à sa vérifiabilité et en les liant à la section « Notes et références ».
 (mai 2024).
Minority Rights Group International (MRG) est une organisation fondée en 1969 avec comme objectifs de promouvoir et de défendre les droits de l'homme en particulier les minorités ethniques, religieuses, et linguistiques, et les droits des peuples autochtones dans le monde entier.
Le siège central est à Londres (Grande-Bretagne) et des agences existent à Budapest (Hongrie) et à Kampala (Ouganda).

## Action
Un classement annuel détermine les pays où les minorités ethniques sont les plus menacées par le risque de génocide, de tueries de masse ou de violentes répressions mais aussi par « la menace combinée » des groupes d'opposition armée, des forces armées nationales et internationales, et de la lutte pour le pouvoir organisée sur une base ethnique et sectaire.

## Publications
- (en) Minority and indigenous trends 2020: focus on technology (octobre 2020)
- (en) Inequality and the impact of Covid-19: How discrimination is shaping the experiences of minorities and indigenous peoples during the pandemic (septembre 2020, aussi disponible en arabe)
- (en) In the name of security – Human rights violations under Iran’s national security laws (juin 2020)
- (en) Peoples Under Threat 2020 (juin 2020)
- Tunisie: Rapport d’analyse des cas de discrimination récoltés par les Points Anti-Discrimination (mai 2020, aussi disponible en arabe)
- (en) Campaign Toolkit – Countering cyberhate against Roma (février 2020, aussi disponible en bulgare, croate, tchèque, hongrois et slovaque)
- (en) Mosul after the Battle: Reparations for civilian harm and the future of Ninewa (janvier 2020)
- (en) A rights-based framework for minority and indigenous languages in Africa: From endangerment to revitalization (novembre 2019)
- (en) Unsafe at Home, Unsafe Abroad: State Obligations Towards Refugees and Asylum-Seekers in Sri Lanka (novembre 2019)
- (en) The Turkish Minority in Western Thrace: The Long Struggle for Rights and Recognition (octobre 2019, aussi disponible en grec et en turc)